# Желєзнодорожне (Калінінградська область)
Желєзнодорожне (рос. Железнодорожное) — селище Краснознаменського району, Калінінградської області Росії. Входить до складу Краснознаменського міського округу.
Населення — 157 осіб (2015 рік).

## Населення
| 2002 | 2010 |
| ---- | ---- |
| 165  | ↘157 |